# Slivnitsa
Slivnitsa (en búlgaro: Сливница) es una ciudad de Bulgaria en la provincia de Sofía.

## Geografía
Se encuentra a una altitud de 593 m s. n. m. a 30 km de la capital nacional, Sofía.

## Demografía
Según estimación 2012 contaba con una población de 6500 habitantes.
|         | 2004  | 2005  | 2006  | 2007  | 2008  | 2009  | 2010  | 2011  |
| Mujeres | 3 834 | 3 803 | 3 799 | 3 782 | 3 745 | 3 729 | 3 681 | 3 806 |
| Varones | 3 775 | 3 722 | 3 725 | 3 715 | 3 712 | 3 679 | 3 652 | 3 788 |
| Total   | 7 609 | 7 525 | 7 524 | 7 497 | 7 457 | 7 408 | 7 333 | 7594  |